# Папужець зеленошиїй
Папужець зеленошиїй (Psittacula calthrapae) — вид папугоподібних птахів родини Psittaculidae. Ендемік Шрі-Ланки.

## Назва
Видова назва calthrapae вшановує Барбару Енн Калтроп, дружину британського натураліста Едгара Леопольда Леярда.

## Поширення
Місцем проживання виду є лісисті пагорби та галявини Шрі-Ланки на висоті до 2000 м. На рівні моря його можна спостерігати лише у вологій зоні на південному заході острова.

## Опис
Папужець зеленошиїй сягає завдовжки від 29 до 31 см. У самця верхній дзьоб червоний з жовтуватим кінчиком, нижній тьмяно-коричневий. Лоб і область навколо очей до нижнього дзьоба ніжно-зелені. Решта голови синьо-сіра з чорною ділянкою на підборідді та з боків шиї. Широка смарагдово-зелена смуга проходить навколо шиї та знизу. Спина, мантія і круп синьо-сірі. Крила тьмяно-зелені. Пір'я хвоста насиченого сіро-блакитного кольору з жовтими кінчиками. У самиці дзьоб сіро-чорний.

## Спосіб життя
Основний раціон складається з плодів Macaranga tanarius, дикого інжиру та дикої кориці. Крім того, квіти папаї, бруньки та нектар збагачують раціон. У місцях з густою лісистістю дієта менш зерноїдна. Сезон розмноження припадає на січень-травень і часто між липнем і вереснем. Гніздо зазвичай будує на висоті від 10 до 25 метрів у дуплі гілки чи дуплі дерева. Відкладає від двох до чотирьох яєць. У людей інкубація триває приблизно три тижні. Через сім тижнів молоді пташки залишають гніздо.